# 유은미
유은미(2004년 3월 9일 ~ )는 대한민국의 배우이다.

## 학력
- 인천해송초등학교 → 인천산곡초등학교 (졸업)

## 출연

### 영화
- 2014년 《역린》 - 복빙 역
- 2016년 《엽기적인 그녀 2》 - 어린 그녀 역 (빅토리아 아역)
- 2017년 천만영화 《택시운전사》 - 김은정 역
- 2019년 《말모이》 - 중학생 김순희 역 (우정 출연)

### 방송

#### 드라마
- 2007년 《그 여자가 무서워》 - 지은수 역
- 2008년 《며느리와 며느님》 - 마예경 역
- 2013년 《멀티 캐릭터쇼 - 멋진 녀석들》
- 2014년 《왔다! 장보리》 - 어린 장보리 (장은비) 역 (오연서 아역)
- 2014년 《트로트의 연인》 - 최별 역
- 2015년 《블러드》 - 최수연 역
- 2016년 《낭만닥터 김사부》 - 함아린 역
- 2017년 《그 여자의 바다》 - 어린 윤수인 역 (오승아 아역)
- 2017년 《크리미널 마인드》 - 연서 역
- 2017년 《변혁의 사랑》 - 어린 백준 역 (강소라 아역)
- 2018년 《드라마 스테이지 - 우리 집은 맛나 된장 맛나》 - 한 아이 역
- 2018년 《라디오 로맨스》 - 은정 역
- 2018년 《붉은 달 푸른 해》 - 이빛나 역
- 2019년 《진심이 닿다》 - 서진아 역
- 2019년 《녹두꽃》 - 어린 유월이 역 (서영희 아역)

#### 어린이
- 2009년 《리얼리티쇼 유아독존 시즌 2》

### 공연

#### 뮤지컬
- 2018년 《안녕 자두야 - 우당탕탕 오디션 대소동》 - 최자두 역